# Prestige Records
Prestige Records er et pladeselskab grundlagt i 1949 af Bob Weinstock i New York City, der udgav jazz-indspilninger indenfor mainstream jazz, bop og cool jazz. Selskabet indspillede hundredvis af album med mange af tidens førende jazzmusikere. Prestige Records begyndte at udgive jazzplader i 1950 i formaterne 78 og 45 omdrejninger pr. minut. Prestige Records udgav indspilninger i eget navn, men også på en række sub-labels, herunder på Prestige International, der var aktiv fra 1960 til 1969, og som for det meste udgav folk music. I 1971 blev virksomheden solgt til Fantasy, som senere blev overtaget af Concord.

## Historie
Prestige Records havde kontor og studie på 446 West 50th Street i New York City. Dets katalog omfattede bl.a. Gene Ammons, John Coltrane, Miles Davis, Stan Getz, Thelonious Monk, Thad Jones, Etta Jones og Sonny Rollins.
Ingeniør Rudy Van Gelder lydtekniker på mange Prestige albums i 1950'erne og i de tidlige 1960'ere. Prestige etablere en række sub-labels i 1960: Swingville, Moodsville (der udgav jazz), Bluesville (blues revival-artister), Lively Arts (spoken word-optagelser) og Prestige International, Prestige Folklore, Irish og Near East (alle folk og verdensmusik).
I de senere 1950'ere holdt Weinstock op med selv at stå for indspilningssessionerne, og overlod dette arbejde til blandt andre Chris Albertson, Ozzie Cadena, Esmond Edwards, Don Schlitten og producer/musikvejleder Bob Porter. Musikere, der indspillede for pladeselskabet i 1960'erne, omfattede Jaki Byard og Booker Ervin, mens Prestige forblev kommercielt levedygtig gennem indspilninger en række souljazz-artister som bl.a. Charles Earland. I 1966 flyttede Prestige Records til 203 South Washington Avenue i Bergenfield i New Jersey.
Selskabet blev i 1971 solgt til Fantasy Records. Prestiges bagkatalog var en væsentlig del af Fantasys serie "Original Jazz Classics". Fantasy blev i 2005 opkøbt af Concord Records.
I 2017 genoplivede Concord Music Group Prestige-mærket. Det første album, der blev udgivet under på det nye Prestige label var A Social Call af Jazzmeia Horn.

## Eksterne links
- Prestige – officiel hjemmeside
- Prestige discografi på JazzDisco
- Prestige Records på Internet Archives Great 78 Project